# Fatumonas
Fatumonas is een bestuurslaag in het regentschap Kupang van de provincie Oost-Nusa Tenggara, Indonesië. Fatumonas telt 1805 inwoners (volkstelling 2010).